# Luge nos Jogos Olímpicos de Inverno de 1984
O luge nos Jogos Olímpicos de Inverno de 1984 consistiu de três eventos realizados em Sarajevo, na então Iugoslávia, dois individuais (masculino e feminino) e um em duplas mistas.

## Medalhistas
| Evento                        | Ouro                                                      | Prata                                                   | Bronze                                              |
| ----------------------------- | --------------------------------------------------------- | ------------------------------------------------------- | --------------------------------------------------- |
| Individual masculino detalhes | Paul Hildgartner ITA Itália                               | Sergey Danilin URS União Soviética                      | Valery Dudin URS União Soviética                    |
| Individual feminino detalhes  | Steffi Martin GDR Alemanha Oriental                       | Bettina Schmidt GDR Alemanha Oriental                   | Ute Weiß GDR Alemanha Oriental                      |
| Duplas detalhes               | Hans Stangassinger Franz Wembacher FRG Alemanha Ocidental | Yevgeny Belousov Aleksandr Belyakov URS União Soviética | Jörg Hoffmann Jochen Pietzsch GDR Alemanha Oriental |

## Quadro de medalhas
| Ordem | País                   | Medalha de ouro | Medalha de prata | Medalha de bronze |   |
| ----- | ---------------------- | --------------- | ---------------- | ----------------- | - |
| 1     | GDR Alemanha Oriental  | 1               | 1                | 2                 | 4 |
| 2     | FRG Alemanha Ocidental | 1               |                  |                   | 1 |
| 2     | ITA Itália             | 1               |                  |                   | 1 |
| 4     | URS União Soviética    |                 | 2                | 1                 | 3 |
| TOTAL | TOTAL                  | 3               | 3                | 3                 | 9 |